# Enrico Gianeri
Enrico Gianeri, noto anche con lo pseudonimo di Gec (Firenze, 9 novembre 1900 – Torino, 24 gennaio 1984), è stato un giornalista, disegnatore e caricaturista italiano.

## Biografia
Nato da genitori originari della Sardegna, studiò a Cagliari dove, nel 1919, fondò e diresse la rivista satirica La Freccia. Dopo aver collaborato con varie riviste nazionali ed essersi trasferito a Torino per studiare giurisprudenza, nel 1922 entrò nella redazione del Pasquino, di cui divenne direttore l’anno successivo, rimanendoci fino al 1930, anno in cui la testata venne chiusa dal regime fascista.
In seguito lavorò ancora con altri pseudonimi e collaborò con il Corriere dei piccoli. Dopo la seconda guerra mondiale tornò a dirigere il Pasquino che riprese le pubblicazioni fino al 1956. Appassionato collezionista di pubblicazioni umoristiche e di satira italiane e internazionali, pubblicò molti libri sulla storia della caricatura e della satira. La sua raccolta di circa 1.500 testate fu acquisita dall’Archivio Storico della Città di Torino dopo la sua morte.

## Opere
- Il 1927 nella caricatura di tutto il mondo, Giulio Del Signore editore-tipografo, Torino, 1928.
- La vita è dura ma è comica, Garzanti, Milano. 1940.
- L'intesa cordiale: l'Inghilterra nella caricatura francese, Garzanti, Milano, 1940.
- D’Annunzio nella caricatura mondiale, Garzanti, Milano, 1941.
- La donna, la moda, l'amore in tre secoli di caricatura, Garzanti, Milano, 1942.
- Il Cesare di cartapesta: Mussolini nella caricatura, Grandi Edizioni Vega, Torino, 4 luglio 1945.
- Il piccolo re: Vittorio Emanuele nella caricatura mondiale, Fiorini Editore, Torino, 1946.
- Cavour nella caricatura dell’Ottocento, Edizioni TECA, Torino, 1957.
- De Gaulle: ieri, oggi... domani, Edizioni TECA, Torino, 1958.
- Storia della caricatura, Omnia, Milano, 1959.
- Storia del cartone animato, Editrice Omnia, Milano, aprile 1960.
- Storia della caricatura europea, Vallecchi EDitore, Firenze, novembre 1967.